# Natürliches Monopol

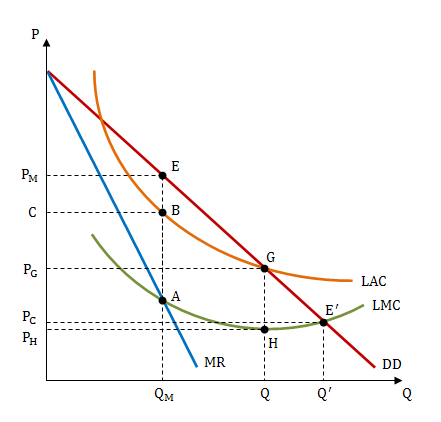
Graphische Darstellung des natürlichen Monopols

Ein natürliches Monopol ist ein Wirtschaftsbereich, in dem die am Markt teilnehmenden Unternehmen automatisch zur Organisationsform eines Monopols tendieren, also im Wettbewerb der Unternehmen auf Dauer nur ein Unternehmen überleben würde. Dies betrifft vor allem Unternehmen, die mit Leitungen zu tun haben, zum Beispiel in den Bereichen Strom, Gas, Wasser, Telekommunikation und Eisenbahn. So ist die Stromversorgung klassischerweise ein Gebietsmonopol, weil der Anbieter, der bereits einen großen Teil einer Stadt an sein Netz angeschlossen hat, die restlichen Häuser der Stadt deutlich billiger versorgen kann, als das Konkurrenzunternehmen, das zunächst eine Leitung aus dem Nachbarort legen müsste. Weil es die Automatik zur Monopolbildung gibt, werden diese Wirtschaftsbereiche reguliert. In Staaten findet oft ein Wechsel von einem staatlichen Monopol zu einer liberalisierten, aber zugleich regulierten Marktsituation in den entsprechenden Wirtschaftsbereichen statt. Die Liberalisierung findet durch eine Gestaltung der Wettbewerbs- und Regulierungspolitik statt.
Das natürliche Monopol ist ein echtes Monopol, weil nur ein Unternehmen und nicht mehrere konkurrierende Unternehmen den Markt versorgt. Es wird als „natürliches Monopol“ bezeichnet, weil einerseits ökonomische Gründe zur Monopolisierung führen und es deshalb vom künstlichen Monopol abzugrenzen ist. Ferner ist es vom rechtlichen Monopol und vom Kartell zu unterscheiden.
In der Theorie werden vor allem öffentliche Versorgungsunternehmen, bei denen sehr hohe Fixkosten für den Aufbau eines Netzwerks (zum Beispiel Straßennetze, Schienen-, Energie-, Leitungs- und Kommunikationsnetze) vergleichsweise geringen Betriebskosten gegenüberstehen, als Beispiel für natürliche Monopole erwähnt. Auch im Rahmen der Digitalisierung kann es zu einer Linearisierung der Kosten kommen und damit zu einem natürlichen Monopol.

## Wirtschaftswissenschaftliche Definition
Als natürliches Monopol wird in der Mikroökonomie eine Marktform und Ertragslage von Unternehmen bezeichnet, in der sich aufgrund hoher Fixkosten und niedriger Grenzkosten besonders ausgeprägte steigende Skalenerträge ergeben (Subadditivität). In diesem Fall sind also die Gesamtkosten zur Bereitstellung eines Gutes deutlich niedriger, wenn nur ein Unternehmen und nicht mehrere konkurrierende Unternehmen den Markt versorgt.

## Grundlagen des Modells

### Wirtschaftstheoretische Fundierung
Der Begriff natürliches Monopol ist in der Volkswirtschaftslehre nicht einheitlich definiert. Häufig wird jede Marktkonstellation, in der ein einziges Wirtschaftssubjekt ein Gut zu niedrigeren Kosten produzieren kann als zwei oder mehr Wirtschaftssubjekte, als natürliches Monopol bezeichnet. „Es wurde bereits oben erwähnt, dass es Märkte geben kann, in denen auf Dauer nur ein Anbieter überleben wird. Solche natürlichen Monopole sind durch bestimmte Kostenstrukturen gekennzeichnet, die man unter Subadditivität zusammenfasst. Darunter versteht man, dass jede Angebotsmenge durch ein einziges Unternehmen kostengünstiger produziert werden kann als durch mehrere Unternehmen.“
Dies ist genau dann der Fall, wenn über dem gesamten betrachteten Outputbereich strikte Subadditivität in den Kosten besteht, also ein Unternehmen die gesamte Gütermenge zu günstigeren Kosten produzieren kann als mehrere kleinere Unternehmen, die in Summe die geforderte Menge produzieren. Formal wird dies ausgedrückt durch: {\displaystyle K(x)<K(x_{1})+K(x_{2})+\dotsb +K(x_{n})}, wobei {\displaystyle K} die Kosten zur Produktion der Mengen {\displaystyle x_{1}+x_{2}+\dotsb +x_{n}=x} sind, die {\displaystyle n} Anbieter produzieren würden; diese Teilmengen ergeben in Summe die Gesamtmenge {\displaystyle x}.
Dies trifft jedoch für sehr viele Marktkonstellationen zu, insbesondere auch auf die meisten engen Oligopole. Selbst geringe Fixkosten, verbunden mit unter Umständen hohen aber konstanten Grenzkosten, führen zu monoton fallenden Stückkosten, was jedoch in der Regel nicht, oder zumindest nicht notwendigerweise, zu einer Monopolstellung des Unternehmens führt.
In einer Situation eines perfekt informierten sozialen Planers würde im Falle subadditiver Kosten eine Monopolstellung vorgezogen. In einer realen Welt unvollkommener Information und unvollkommener Regulierungsmöglichkeit muss hingegen zwischen den Vorteilen von Wettbewerb auf der einen Seite und den Kostennachteilen durch das Vorhandensein mehrerer Unternehmen auf der anderen Seite abgewogen werden.
Der Begriff sollte deshalb enger gefasst werden. Die unumstrittene (engste) Definition lautet: Ein natürliches Monopol liegt immer dann vor, wenn nur ein Unternehmen den Markt kostendeckend bedienen kann.
Selbst wenn zwei Unternehmen den Markt kostendeckend bedienen könnten, kann es aber volkswirtschaftlich sinnvoll sein, eine Monopolstellung zu unterstützen, wenn die vermiedenen Kosten den Vorteil der Konkurrenz mehr als kompensieren.

### Anwendungsbereich
Natürliche Monopole basieren in erster Linie auf leitungsbezogenen Versorgungsnetzen, wie zum Beispiel Stromleitungen, Schienenwegen, Straßen, Flugplätzen oder Telekommunikationskabeln. Dies betrifft Güter, die in ihrer Leistungserbringung auf eine entsprechende Infrastruktur angewiesen sind (Strom, Gas, Wasser, Telekommunikation, Postdienste, Verkehr).
Bei der Stromversorgung beispielsweise ist so ausschließlich die Durchleitung von Strom als natürliches Monopol aufzufassen: Für die Produktion der doppelten Energiemenge ist mehr oder weniger die doppelte Anzahl von Kraftwerken notwendig. Für die Durchleitung hingegen kann die bestehende Infrastruktur (Strommasten, Umspannwerke etc.) relativ kostengünstig auf die doppelte Kapazität erweitert werden. Ein Anbieter mit zwei Leitungen an einem Strommast kann das Produkt günstiger anbieten, als es zwei Anbieter mit je einer Leitung pro Strommast könnten. Daher ergibt sich als Ausnahmebereich ausschließlich der Netzbetrieb zur Durchleitung und Verteilung von Strom, der im Rahmen der so genannten Entflechtung rechtlich und operationell von den übrigen Wertschöpfungsstufen (Erzeugung, Handel und Vertrieb) zu trennen ist.
In der Regel wird nicht der gesamte Wirtschaftszweig die Charakteristik eines natürlichen Monopols aufweisen. Im Falle der Bereitstellung von Elektrizität, Gas, Telefondienstleistungen oder der Bahn ist lediglich die Bereitstellung des Netzes als natürliches Monopol aufzufassen (man spricht von einem monopolistischen Flaschenhals, weil hier viele Energieproduzenten oder Bahnbetreiber auf einen einzigen Netzbetreiber stoßen und es daher „eng“ wird).
Neben dem Kriterium der Kosten wird die Sonderstellung des natürlichen Monopoles betont, wenn zusätzlich das Kriterium der Irreversibilität von Kosten bei potentiell neuen Marktanbietern gegeben ist. Irreversibilität liegt vor, wenn ein potentiell neuer Marktanbieter bei Marktaustritt den Wert seiner Aufwendungen bzw. Produktionsfaktoren unwiederbringlich abschreiben muss (sogenannte versunkene Kosten aufgrund hoher Spezifität der Investitionen).
Ebenfalls kommt das Problem des natürlichen Monopols zum Tragen, wenn der Markt für ein bestimmtes Produkt überschaubar klein ist und die Entwicklung einen erheblichen Teil der Gesamtkosten ausmacht. Ein typisches Beispiel ist die Modelleisenbahn-Branche: Die Nachfrage für jedes Modell ist begrenzt, die Modelle aber teuer in der Entwicklung. Ein Modelleisenbahn-Hersteller stellt eine bestimmte Lok her, die eine Million Euro Entwicklungskosten verschlingt. Demgegenüber stehen 10.000 Modellbahner, die genau diese Lokbaureihe kaufen wollen – eine größere Nachfrage nach diesem Modell gibt es nicht. Nun müssen die Entwicklungskosten auf die Kunden aufgeteilt werden, dann kommt man unter Vernachlässigung der Produktionskosten auf einen Stückpreis von 100 Euro. Will aber eine Konkurrenzfirma das gleiche bzw. ein sehr ähnliches Modell in gleicher Qualität auf den Markt bringen, so muss diese auch die Million Euro Entwicklungskosten investieren. Vereinfacht teilen sich die 10.000 Interessenten gleichermaßen auf beide Firmen auf, sodass jeder Hersteller 5.000 Einheiten absetzt. Der Stückpreis steigt bei beiden Herstellern auf 200 Euro, um die nun doppelten Entwicklungskosten zu decken. Dieser Kostenanstieg führt zu einer sinkenden Nachfrage und erstickt das Angebot so weit, dass es für das nächste Modell wahrscheinlich wieder nur einen Hersteller gibt – das natürliche Monopol kommt zum Tragen.

### Erweiterter Anwendungsbereich
Legt man einen weiten Monopolbegriff zugrunde, der neben eigentlichen Alleinanbietern auch Anbieter mit großer Marktmacht (Quasi-Monopolisten) umfasst,
können auch Software-Anbieter mit hohem Verbreitungsgrad ihrer Software als „natürliche Quasi-Monopolisten“ als Anwendungsfall des Theoriemodells angesehen werden.
Mit der ökonomischen Erschließung des Internets hat die Bedeutung natürlicher Monopole zugenommen. Erstens sind Beschaffung, Produktion und Distribution digitalisierbarer Güter – zum Beispiel Anwendersoftware oder elektronische Dienstleistungen – mit hohen Fixkosten und geringen variablen Kosten verbunden, so dass dominierende Anbieter mit steigendem Absatz Skaleneffekte und damit höhere Gewinne realisieren können. Zweitens wächst der Nutzen von Netzwerkgütern und Netzwerkdienstleistungen mit der Anzahl der Akteure auf Anbieter- und Nachfragerseite, sodass positive Netzwerkeffekte entstehen. Je mehr Nutzer beispielsweise über die E-Mail-Infrastruktur erreichbar sind, desto höher ist der Gesamtnutzen dieser Infrastruktur, was kontinuierlich weitere Nutzer anzieht. Auf der Anbieterseite kommt es zu positiven Netzwerkeffekten, wenn ein etabliertes System die Produktion weiterer Varianten und Komponenten stimuliert – beispielsweise Plugins für einen etablierten Browser.
Natürliche Quasi-Monopole sollen nun entstehen, wenn es zu positiven Rückkopplungsschleifen zwischen Skaleneffekten und positiven Netzwerkeffekten kommt: Durch die immer günstigere Kostenstruktur des dominierenden Anbieters entstehen Spielräume für Preissenkungen, die weitere Nutzer anziehen, dadurch den Gesamtnutzen des Systems erhöhen, was dem Anbieter weitere Skaleneffekte beschert usw.
Beispiele aus der Internetökonomie für natürliche (Quasi-)Monopole sind der Marktplatz eBay, neben dem in einigen Ländern nur noch kleinere hochspezialisierte Auktionsanbieter bestehen können, die Ablösung der zahlreichen B2B-Marktplätze der „New Economy“ durch einige wenige dominierende Marktplätze oder die Software von Microsoft, die weltweit auf den meisten Rechnern installiert ist.

### Staatliche Maßnahmen als Abhilfe
Die Versorgung kann vom Staat übernommen werden (Staatsmonopol).
Eine staatliche Marktregulierung kann in Regulierungsauflagen (zum Beispiel Höchstpreisregulierung), in einer gesetzlichen Einschränkung der wirtschaftlichen Aktivitäten des Monopolisten oder in einer strukturellen Zerschlagung des monopolistischen Unternehmens liegen.
In neuerer Zeit wird häufig Entflechtung als Lösung des Problems natürlicher Monopole angewandt. Dabei werden Netzwerkmonopol und die Produktion an sich getrennt. Beispiele sind Wasser-, Strom-, Gas- und Telekommunikation. Das Netzwerkmonopol wird dabei als natürliches Monopol beibehalten und staatlich reguliert. Das über das Netzwerk verfügende Unternehmen muss Konkurrenten aber die Durchleitung der eigentlichen Produkte (Wasser-, Strom-, Gas- oder Telekommunikation) zu von einer Regulierungsbehörde festgelegten Konditionen erlauben. Je nach Land unterscheidet sich die Art der Regulierung deutlich. So ist in Deutschland ein Durchleitungswettbewerb in der Wasserversorgung nicht die gewählte Form der Regulierung.

### Theorie von der Abhilfe durch technischen Fortschritt
Einige Ökonomen nehmen an, dass sich manche natürlichen Monopole mit der Zeit von selbst beseitigen. Als Beispiel wird genannt, dass die Erfindung des Autos vormalige natürliche Monopole von Eisenbahnanbietern bedroht. Daraus wurde abgeleitet, dass der technische Fortschritt also mitunter für eine Auflösung eines natürlichen Monopols sorge. Man spricht in diesem Zusammenhang von Substitutionskonkurrenz. Durch eine Nutzungskonzentration von technischen Anwendungen ist diese Theorie jedoch nicht haltbar. In vielen Fällen ist eine Vereinheitlichung und damit Reduktion auf wenige Hersteller oder Anbieter auch technisch sinnvoll. Prägnant belegen Internetkonzerne wie Facebook und Google, dass die technische Möglichkeit Vieler – in diesem Fall ein Soziales Netzwerk oder eine Suchmaschine bereitzustellen – real nicht zu einer Abhilfe natürlichen Monopole durch Technik führt.

## Kritik

### Angreifbarkeit natürlicher Monopole
Im Anschluss an William J. Baumols Theorie bestreitbarer Märkte wird die Ansicht vertreten, dass das Vorliegen eines natürlichen Monopols kein Marktversagen sei, weil der Wettbewerb zwar nicht in Form mehrerer Anbieter sichtbar sei, er wirke aber in latenter Weise.

### Kritik durch Libertäre und Anarchokapitalisten
Hinsichtlich der als historische Beispiele für die Existenz natürlicher Monopole herangezogenen Leitungsnetze wird vorgebracht, dass sie als eine vom Staat eingeräumte und gesicherte Monopolstellung entstanden wären. Diese staatlichen Monopole seien nach Auffassung von Thomas DiLorenzo lediglich nachträglich ökonomisch gerechtfertigt worden.